# Louis-Henri d'Aquin
Pour les articles homonymes, voir Aquin.
Louis-Henri d'Aquin (Daquin) né en 1602 à Paris et décédé en décembre 1673 à Paris, fut le médecin de la reine Marie-Thérèse d'Autriche, à la suite du décès de François Guénault en 1667,[réf. nécessaire] et l'intendant de la maison de la reine, anobli en 1669, ainsi que le médecin ordinaire de Louis XIV.
Il épouse en 1624 Claire Louis Lopez (ou Louppes ou Loppez ou Loppe) fille d’Alfonso (ou Alonso) Henri, secrétaire du prétendant au trône du Portugal, don Antonio, puis agent financier et conseiller de Richelieu, et de Claire Franco.

## Ascendance
Son père, Philippe Mardochée, né dans la religion juive, se convertit au catholicisme à Aquino, en Italie, d’où son nom d’Aquin, puis Daquin.
Il est né vers 1576 à Carpentras, en Provence, sous le nom de Mardochée
(Mardochal, ou encore Michel) et décédé vers 1650 à Paris.
Il s'agit selon JC Cohen, de Mardochée Cresque (aussi orthographié Crescas) qui se convertit au début du XVIIe siècle et prit le nom de Philippe d'Aquin (Daquin). Médecin de Marie de Médicis, il témoigna contre la Galigaï, marquise d'Ancre (source AN). Il devint, à Paris, un éminent philologue, et eut une brillante et riche descendance.
Il avait aussi une fille, sœur de Louis-Henry, prénommée Anne et marraine de son neveu Charles Daquin.

## Descendance
Ils ont eu pour enfants :
1. Charles d'Aquin (° 20 février 1627 à Paris ; † jeune)
2. Antoine d'Aquin (° 1629 à Paris ; † 17 mai 1696 à Vichy) premier médecin de Louis XIV
  1. Louis Thomas d'Aquin (° 1667 à Paris ; † 7 mai 1710 à Paris), prêtre, doyen de la paroisse Saint Thomas du Louvre à Paris, évêque de Sées
3. Françoise Marie d’Aquin (baptisée le 13 janvier 1631 à Saint Germain l'Auxerrois à Paris) épouse le 30 novembre 1652 Nicolas Carré, conseiller du roi, lieutenant général en la vicomté de Rouen, puis secrétaire du Roi, fils de Nicolas Carré et de Judith Carrel, de Rouen. Encore en vie en 1707 (source AN), elle obtient une révision de la pension de son mari, décédé en 1690 (sources AN inventaire après décès). La famille Carré de Lusançay descend de leur fils Nicolas-Philippe, seigneur de la Hautière (à Nantes) et du Pou (à Guidel) commissaire de la Marine à Nantes († 1719).
4. Pierre d'Aquin (° 1635 à St. Germain, Paris ; dp)
  1. Louis-Claude Daquin
5. Luc d'Aquin (° 1641 à Paris ; † 2 mars 1718 à Paris), évêque de Saint Paul Trois Châteaux (1674), Fréjus (1680) qu'il laissa à son neveu Louis, évêque de Seez, par résignation en janvier 1697.
6. Marie Marguerite d'Aquin (° 1643 à Paris) épouse en 1660 à Saint Germain l’Auxerrois Paris Claude Dufresne, médecin du roi, elle est dite veuve en 1693.

## Œuvres
- Pirḳe Avot. Sententiae et proverbia rabbinorum. (Paris, 1620). [2]